# ATP Challenger Groningen
Der ATP Challenger Groningen (offiziell: Challenger Groningen) war ein Tennisturnier, das zwischen 2003 und 2004 in Groningen, den Niederlanden, stattfand. Es gehörte zur ATP Challenger Tour und wurde in der Halle auf Hartplatz gespielt.

## Liste der Sieger

### Einzel
| Jahr | Sieger          | Finalgegner       | Ergebnis |
| ---- | --------------- | ----------------- | -------- |
| 2004 | Peter Wessels   | Ivo Minář         | 6:3, 6:2 |
| 2003 | Kristof Vliegen | Joachim Johansson | 6:4, 6:4 |

### Doppel
| Jahr | Sieger                        | Finalgegner                   | Ergebnis |
| ---- | ----------------------------- | ----------------------------- | -------- |
| 2004 | Alexander Waske Rogier Wassen | Romano Frantzen Floris Kilian | 6:1, 6:2 |
| 2003 | Amir Hadad Harel Levy         | Fred Hemmes Raemon Sluiter    | 6:4, 6:4 |